# Chapa de Mota
Chapa de Mota pertence à Região Atlacomulco, é um dos municípios localizados ao norte do Estado de México, no México.